# Lewis Holtby
Harry Lewis Holtby (født 18. september 1990) er en tysk fodboldspiller, der spiller som midtbanespiller for Hamburger SV. Han har tidligere repræsenteret blandt andet Schalke 04 samt engelske Tottenham og Fulham.
Holtby har (pr. april 2018) spillet tre kampe for det tyske landshold, som han debuterede for i 2010.